# Records of the Dominion Museum
Records of the Dominion Museum (abreviado Rec. Domin. Mus.) es una revistas con ilustraciones y descripciones botánicas que es editada en Wellington desde el año 1942 hasta ahora.